# Bairdstown
Bairdstown és una població dels Estats Units a l'estat d'Ohio. Segons el cens del 2000 tenia 130 habitants.

## Demografia
Segons el cens del 2000, Bairdstown tenia 130 habitants, 49 habitatges, i 38 famílies. La densitat de població era de 185,9 habitants per km².
Dels 49 habitatges en un 24,5% hi vivien nens de menys de 18 anys, en un 63,3% hi vivien parelles casades, en un 10,2% dones solteres, i en un 22,4% no eren unitats familiars. En el 18,4% dels habitatges hi vivien persones soles el 6,1% de les quals corresponia a persones de 65 anys o més que vivien soles. El nombre mitjà de persones vivint en cada habitatge era de 2,65 i el nombre mitjà de persones que vivien en cada família era de 2,97.
Per edats la població es repartia de la següent manera: un 20,8% tenia menys de 18 anys, un 14,6% entre 18 i 24, un 29,2% entre 25 i 44, un 19,2% de 45 a 60 i un 16,2% 65 anys o més.
L'edat mediana era de 38 anys. Per cada 100 dones de 18 o més anys hi havia 106 homes.
La renda mediana per habitatge era de 42.500 $ i la renda mediana per família de 47.500 $. Els homes tenien una renda mediana de 30.000 $ mentre que les dones 16.875 $. La renda per capita de la població era de 17.276 $. Aproximadament el 7,1% de les famílies i el 7,6% de la població estaven per davall del llindar de pobresa.

## Poblacions més properes
El següent diagrama mostra les poblacions més properes.